# Hemonia murina
Hemonia murina är en fjärilsart som beskrevs av Rothschild 1913. Hemonia murina ingår i släktet Hemonia och familjen björnspinnare. Inga underarter finns listade i Catalogue of Life.